# Dicranomyia (Dicranomyia) nigropolita
Dicranomyia (Dicranomyia) nigropolita is een tweevleugelige uit de familie steltmuggen (Limoniidae). De soort komt voor in het Australaziatisch gebied.